# Bandera de Río Grande del Norte
La bandera de Río Grande del Norte, un estado de Brasil, fue diseñada por Luís da Câmara Cascudo. Es una bicolor horizontal de colores verde y blanco con una proporción de 2:3. En el centro está cargado el escudo de armas de Río Grande del Norte.
La bandera fue adoptada el 3 de diciembre de 1957.

## Simbolismo
Las armas disponen de los elementos básicos que mejor representan a Río Grande del Norte: el árbol de coco a la izquierda, la Copernicia prunifera a la derecha, la caña de azúcar y el algodón, representan la flora. El mar con la jangada es sinónimo de la pesca y la extracción de sal. El verde representa la esperanza y el blanco la paz.

## Otras banderas

Bandera de la provincia de Río Grande del Norte.